# Grór

En el universo imaginario del escritor J. R. R. Tolkien, Grór (2563 - 2805 T. E.) es un enano del linaje de Durin. Nacido en las Ered Mithrim en el 2563 de la Tercera Edad, es hijo de Dáin I y biznieto de Thráin I, fundador del Reino Enano Bajo la Montaña (Erebor), y a su vez padre de Náin de las Colinas de Hierro. Su reinado se prolongó entre el 2563 y el 2805 de la T.E.. 
Tras la destrucción del reino enano de las Montañas Grises en el año 2590, su hermano Thrór condujo a una parte de los supervivivientes a Erebor, donde refundó el reino. Grór condujo al resto de su pueblo a las Colinas de Hierro, donde él fundó también un nuevo reino.
200 años más tarde, cuando se produjo el asesinato de su hermano Thrór, les declaró la guerra a los trasgos de Moria.
Thráin II convocó a todos los reyes enanos de la Tierra Media para combatir a los orcos de las montañas, y así tomar venganza por el asesinato de su padre.
A la guerra acudieron los exiliados enanos de Erebor, comandados por Thráin II y su hijo Thorin, los enanos que habitaban en las Montañas Azules y los enanos de las Colinas de Hierro, comandados por el hijo del rey, Náin, y por su nieto, Dáin.
Grór no lideró a los enanos en la guerra puesto que era ya demasiado anciano para participar en un conflicto de tan grandes dimensiones.
En la Batalla de Azanulbizar, su nieto Dáin se cubrió de gloria al matar a Azog El Profanador, asesino de Thrór.
En la batalla murió también Náin, a manos del mismo Azog.
Grór murió el año 2805, y fue sucedido por su nieto Dáin II, aunque suele considerarse a su hijo Náin como su sucesor.
| Predecesor: Ninguno fue el primero | Señor de las Colinas de Hierro 2590 - 2805 T. E. | Sucesor: Dáin II Pie de Hierro |

- Datos: Q1772314